# Tetramorium unicum
Tetramorium unicum är en myrart som beskrevs av Bolton 1980. Tetramorium unicum ingår i släktet Tetramorium och familjen myror. Inga underarter finns listade i Catalogue of Life.